# Tranvia Monza-Barzanò-Oggiono
La tranvia Monza-Barzanò-Oggiono era una linea tranviaria interurbana, esercita a vapore, che collegava la città di Monza alle aree collinari della Brianza orientale.

## Storia

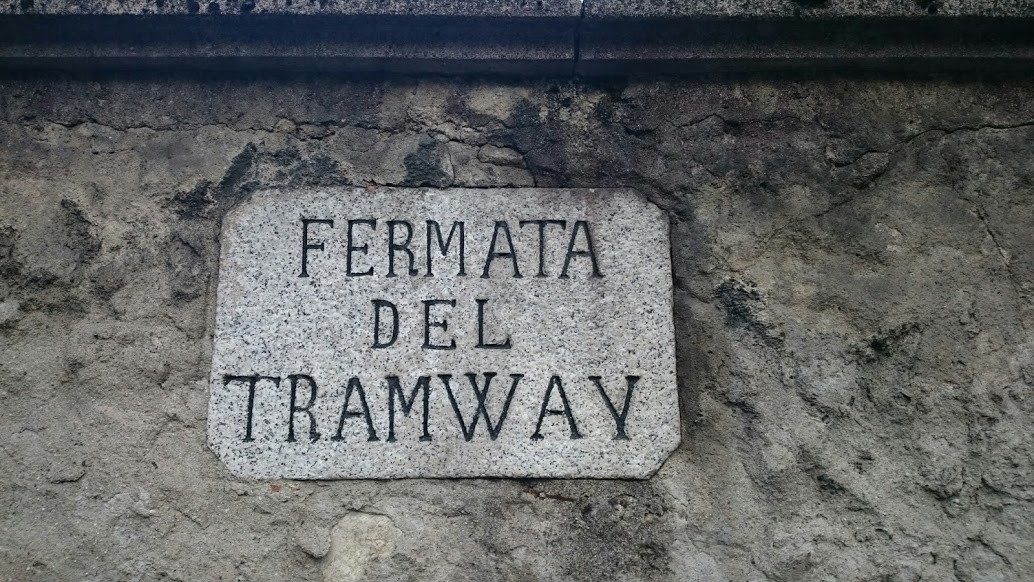
Lapide che indica la fermata della tranvia a Monza, in Via Lecco 62.

Con istanza avanzata il 26 luglio 1878 alla Deputazione provinciale, l'ingegner Guido Del Maino avanzò richiesta di concessione per una "trenovia", come ai tempi venivano talora chiamate le tranvie, che da Monza avrebbe raggiunto Barzanò percorrendo la strada provinciale di Lecco.
Il Del Maino costituì dunque la Società Anonima per il Tramway Monza-Casatenovo-Monticello-Barzanò (MCMB), il cui capitale costituito da 3400 azioni da lire 250 cadauna, alla quale venne affidata la concessione per la costruzione e l'esercizio della tranvia il 13 febbraio 1879. La linea venne aperta da Monza ad Arcore il 5 ottobre 1879 e da Arcore a Barzanò il 27 marzo 1880.
Nel 1881, la linea venne connessa alla diramazione Monza-Brugherio della tranvia Milano-Vimercate rispetto alla quale fu istituito il servizio cumulativo.
Per l'ulteriore prolungamento fino a Oggiono, ai tempi denominata Oggionno, si dovette aspettare il 28 gennaio 1902.
All'asperità del tracciato, che imponeva costi di esercizio particolarmente elevati, si aggiunse nel 1911 l'apertura della linea ferroviaria Monza-Molteno-Oggiono, con un tracciato parallelo a quello della tranvia, posto più ad ovest, che causò una forte perdita di traffico; per tali ragioni la tranvia venne chiusa nel 1915 e definitivamente soppressa il 31 gennaio 1917 nonostante i comuni attraversati, e in particolare Casatenovo avessero chiesto il ripristino della linea elaborando progetti che prevedevano anche l'elettrificazione e il prolungamento fino a Lecco.

## Caratteristiche
| Unknown route-map component "CONTgq" | Station on transverse track | Unknown route-map component "CONTfq" |  |  |

| Unknown route-map component "uexKBHFa" |

| Unknown route-map component "uexBHF" |

| Unknown route-map component "uexBHF" |

| Unknown route-map component "uexBHF" |

| Unknown route-map component "uexBHF" |

| Unknown route-map component "uexBHF" |

| Unknown route-map component "uexBHF" |

| Unknown route-map component "uexBHF" |

| Unknown route-map component "uexBHF" |

| Unknown route-map component "uexBHF" |

| Unknown route-map component "uexBHF" |

| Unknown route-map component "CONTgq" | Unknown route-map component "uxmKRZo" | Stop on transverse track | Unknown route-map component "CONTfq" |  |

| Unknown route-map component "uexBHF" |

|  | Unused straight waterway |  | Unknown route-map component "STR+l" | Unknown route-map component "CONTfq" |

| Unknown route-map component "uexBHF" |  | Station on track |

| Unknown route-map component "CONTgq" | Unknown route-map component "uxmKRZo" | Transverse track | Unknown route-map component "ABZg+r" |  |

| Unknown route-map component "uexBHF" |  | Straight track |

| Unused straight waterway |  | Station on track |

| Unknown route-map component "uexBHF" |  | Straight track |

|  | Unused straight waterway | Unknown route-map component "uexSTR+l" | Unknown route-map component "emKRZo" | Unknown route-map component "uexCONTfq" |

| Unknown route-map component "uexKRWgl+l" | Unknown route-map component "uexKRWgr+r" | Straight track |

| Unknown route-map component "uexKBHFe" | Unused straight waterway | Straight track |

| Unknown route-map component "CONTgq" | Unknown route-map component "SHI4r+rq" | Unused waterway under railway bridge | One way rightward |  |

| Station on track | Unused urban continuation forward |  |

| Continuation forward |

Per la conformazione del tracciato, soprattutto nella parte più prossima a Como, la linea presentava caratteristiche simili a quella di una ferrovia di montagna, con rampe di pendenza superiore al 36 per mille.
La lunghezza complessiva del tracciato fra Monza e Barzanò, armato con rotaie da 36 kg/m, secondo il progetto originario risultava di 20,461 km.
Il tratto da Barzanò a Oggiono misurava 12,1 km, portando la lunghezza totale della linea da Monza a Oggiono a 31,5 km, di cui 13,5 su strade provinciali, 5,5 comunali e 12,5 km in sede propria.

### Percorso

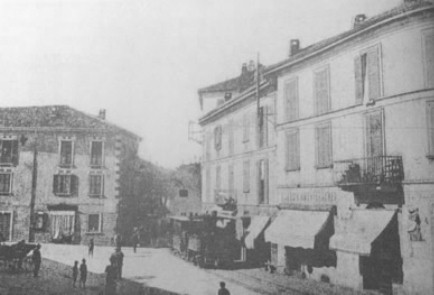
Transito tranviario a Casatenovo

Superato il centro di Monza, dove aveva percorso in comune con le linee per Concorezzo-Trezzo-Bergamo e per Brugherio-Milano, la linea volgeva a nord est e, mantenendosi parallela alla ferrovia Milano-Lecco, serviva la frazione monzese di La Santa e il comune di Villa San Fiorano, che nel 1929 sarebbero stati poi fusi nella località Villasanta.
Oltrepassata la ferrovia Monza-Molteno e servita la stazione di Arcore, la tranvia piegava verso nord ovest giungendo a Peregallo e Lesmo ove, oltrepassata la ferrovia Seregno-Bergamo in prossimità della fermata ferroviaria, veniva impegnata la strada provinciale per Casatenovo; Campofiorenzo e California erano superate mediante un tratto in forte pendenza.
A Monticello la linea saliva sino alla Molinata dove veniva incrociata la strada per Vigano e, dopo aver servito Torrevilla, raggiungeva l'originario capolinea di Barzanò.
Da qui, il prolungamento attivato nel 1902 proseguiva ulteriormente verso nord servendo i comuni di Barzago, Castello Brianza e Dolzago, per giungere infine a Oggiono.
Installazioni quali piattaforma girevole, carrello trasbordatore e rifornitore di acqua erano presenti presso le stazioni di Monza e Barzanò.

## Materiale rotabile
Sulla tranvia prestarono servizio sette locomotive a vapore tranviarie costruite tra il 1879 e il 1903.
Completavano la dotazione della linea ventuno carrozze a due assi e diciannove carri merci.

### Materiale motore - prospetto di sintesi
| Unità | Anno di costruzione | Costruttore   | Quantità | Rodiggio | Velocità massima |
| ----- | ------------------- | ------------- | -------- | -------- | ---------------- |
| 1     | 1880                | Cerimedo & C. | 1        | B        | 20 km/h          |
| 2 ÷ 6 | 1879-1880           | Hagans        | 5        | B        | 30 km/h          |
| 7     | 1903                | SLM           | 1        | C        | 30 km/h          |